# Viktor Andrijovics Juscsenko
Viktor Andrijovics Juscsenko (ukránul:  Віктор Андрійович Ющенко; Horuzsivka, 1954. február 23. –) ukrán politikus, 1999–2001 között miniszterelnök, 2005. január 23-ától 2010. február 25-ig Ukrajna elnöke.
Mint a Mi Ukrajnánk ellenzéki koalíció nem hivatalos vezetője a 2004-es ukrán elnökválasztáson a két legesélyesebb jelölt egyike volt. Az eseménydús választás első fordulóját megnyerte, de a másodikban alulmaradt ellenfele, Viktor Janukovics mögött. A narancsos forradalom nyomására végül az Ukrán Legfelsőbb Bíróság választási csalás miatt megismételtette a szavazás második fordulóját, amelyet Juscsenko megnyert (52%-44%), és Ukrajna elnöke lett. A 2010-es elnökválasztásoknak már az első fordulójában kiesett.
Egy 2004 végén, a választási kampánya során elkövetett merényletet követően bebizonyosodott, hogy Juscsenko szervezetébe veszélyes mennyiségű 2,3,7,8-tetraklór-dibenzodioxin (TCDD), a legerősebb dioxin, az Agent Orange egyik összetevője került az életveszélyes mennyiség mintegy 6000-szeresében. A mérgezés következtében eltorzult az arca, de azóta teljesen felépült.
Juscsenko már elnökké választása előtt is karriert futott be az ukrán politikában. 1993-ban az Ukrán Nemzeti Bank vezetője lett. 1999 és 2001 között miniszterelnök volt. Miután miniszterelnöki tisztségéből elbocsátották, Juscsenko ellenzékbe vonult Leonyid Kucsma elnökkel szemben, és megalapította a Mi Ukrajnánk koalíciót, amely a 2002-es parlamenti választásokon a szavazatok 23,57%-ával Ukrajna legnépszerűbb politikai ereje lett.
Juscsenko 2004-es elnökké választása után ez a szövetség nem tudta folytatni ezt a sikert, 2006-ban a szavazatok mindössze 13,95%-át, a 2007-es parlamenti választásokon pedig 14,15%-át szerezte meg. A 2010-es ukrán elnökválasztáson Juscsenko nem tudta megszerezni a második helyet; a szavazatok 5,5%-át szerezte meg. A 2012-es ukrán parlamenti választásokon Juscsenko vezette a Mi Ukrajnánk választási listáját. A párt az országos szavazatok 1,11%-át szerezte meg, választókerületet nem szerzett, így nem jutott parlamenti képviselethez.

## Fiatalkora
Viktor Juscsenko az Ukrán SZSZK-ban, a Szumi területen, Horuzsivkában született 1954. február 23-án, tanár családban. Apja, Andrij Andrijovics Juscsenko részt vett a második világháborúban, a németek elfogták és hadifogolyként Auschwitzba vitték, de túlélte a megpróbáltatásokat. Miután hazatért, egy helyi iskolában angolt tanított. Édesanyja, Varvara Timofijivna Juscsenko (1918-2005) ugyanabban az iskolában tanított matematikát és fizikát. Egy bátyja van, Petro Andrijovics Juscsenko.
Viktor Juscsenko a Ternopili Pénzügyi és Gazdasági Iskola elvégzése után könyvelőként kezdett el dolgozni. Miután 1975-ben befejezte tanulmányait, egy kolhoz főkönyvelőjének a helyettese volt, majd később sorkatonaként a KGB határőrségi egységénél teljesített szolgálatot a szovjet–török határon. (1975-1975)

## A Központi Banknál
1976-tól Juscsenko a bankszektorban dolgozott, 1983-tól pedig a Szovjet Állami Bank ukrán irodájának mezőgazdasági hitelezéssel foglalkozó részlegének igazgatóhelyettese lett. 1990 és 1993 között a JSC Agroindustrial Ukrajna bank elnökhelyettese, majd első elnökhelyettese lett. 1993-ban Vadim Hetyman felkérte, hogy dolgozzon az Ukrán Központi Banknál. Még ebben az évben a bank felügyelőbizottságának tagja lett.
Juscsenko nagy szerepet játszott az új ukrán pénznem, a hrivnya bevezetésénél, valamint a modern ukrán kereskedelmi bankrendszer megteremtésénél. Sikerült csökkentenie az ország gazdaságát tönkretevő hiperinflációt, és kivédte az 1998-as orosz gazdasági válság hatásait is.
1998-ban írta doktori értekezését, „A pénz keresletének és kínálatának fejlődése Ukrajnában” címmel. Ezzel a munkájával kiérdemelte a közgazdaság-tudományok doktora címet.

## Miniszterelnökként
1999 decemberében Leonyid Kucsma akkori elnök váratlanul Juscsenkót jelölte miniszterelnöknek, mivel az előző jelölt nem kapta meg a szükséges többséget a parlamentben.
2001-ben Juscsenko nem volt hajlandó a Kucsma rendszere ellen a Heorhij Gongadze újságíró meggyilkolása után kirobbant tüntetések vezetésére, támogatására. Kucsmával együtt a tüntetőket annak ellenére fasisztának bélyegezte, hogy sok tüntető a kabinet támogatója volt.
Kormányzása idején az ország gazdasága fejlődött, bár inkább az az általános gazdasági helyzet, mint a kabinet munkája révén. Kormánya, elsősorban Julija Timosenko miniszterelnök-helyettes, összeütközésbe került befolyásos szénbányászati és földgázkitermelő cégek vezetőivel. Az összeütközés a parlamentben fejeződött be, amikor a kormány gazdaságpolitikáját is bíráló kommunisták bizalmatlansági indítványt terjesztettek a Ház elé. A végeredmény 263 igen és 69 nem szavazat lett, így a kormánynak le kellett mondania.
Sok ukrán választópolgár rémülettel figyelte az eseményeket, 4 millió szavazó támogatta a petíciót, ami a régi kormány visszaállítását kérte. Kijevben is hatalmas tüntetést rendeztek.

## A Mi Ukrajnánk vezetője és politikai jellemzése
2002-ben Juscsenko lett a Mi Ukrajnánk (Nasa Ukrajina) politikai koalíció vezetője, amely a legtöbb képviselőt küldhette a Verhovna Radába, az ukrán parlamentbe. Ennek ellenére a szavazatok száma ahhoz nem volt elég, hogy a kisebb ellenzéki pártokkal kormányt tudott volna alakítani. Juscsenko maradt a frakcióvezető és a leginkább ismert politikus a csoportból.
Juscsenkót Kucsma ellenzékének meghatározó politikai vezetőjének tartották.
Miután lemondatták miniszterelnöki pozíciójáról, karizmatikus politikai közszereplő lett, és nagyon megnőtt a népszerűsége az ország nyugati és középső régiójában. 2001 és 2004 között folyamatosan magasabb volt a népszerűsége a közvéleménykutatások alapján, mint az akkori elnöké, Leonyid Kucsmáé.
Politikusként a nyugathoz közeledő és a mérsékelt ukrán nacionalista keveréke a privatizáció lelkes támogatója. Ellenfelei (és néha szövetségesei) gyakran bírálják határozatlanságát és hibáit, míg védelmezői azzal érvelnek, hogy ezek Juscsenko csapatmunkára való alkalmasságának és konszenzusra, megegyezésre törekvésének jelei. Gyakran támadják azzal, hogy képtelen olyan csoportot létrehozni, aminek ne lennének belső ellentétei. Sokáig politikai szövetségese volt az Ukrajnában sokkal határozottabb és karakterisztikusabb politikusnak tartott Timosenko.
Miniszterelnökként Viktor Juscsenko a Mi Ukrajnánk párt tiszteletbeli vezetője lett. A 2006 őszén tartott parlamenti választásokon Jekanurov vezetésével a párt szavazatok kevesebb mint 14%-át szerezte meg, ezzel a Régiók Pártja és a Timosenko Blokk mögött a harmadik helyet szerezték meg.

## 2004-es elnökválasztás
2004-ben lejárt Kucsma elnök megbízatása, így a posztra választásokat írtak ki. Juscsenko független jelöltként indult az elnöki posztért. Legnagyobb ellenfele a miniszterelnök, Viktor Janukovics volt. Miniszterelnöki periódusa óta modernizálta politikai környezetét, szociális szövetségeseket talált és olyan liberális szlogeneket használt, mint amilyen az európai integráció, Ukrajna csatlakozása a NATO-hoz, és a korrupció elleni harc. Juscsenko támogatói a „Nép Ereje” (Szilja Narodu) nevű koalícióba tömörültek, amit ő maga vezetett Julija Timosenkóval és a Mi Ukrajnánk támogatásával.
Juscsenko választási stratégiáját a személyes találkozókra építette, mivel a kormányerők nem adtak lehetőséget az egyenlő mértékű szerepléshez a tv képernyőjén keresztül.

### TDCC mérgezés

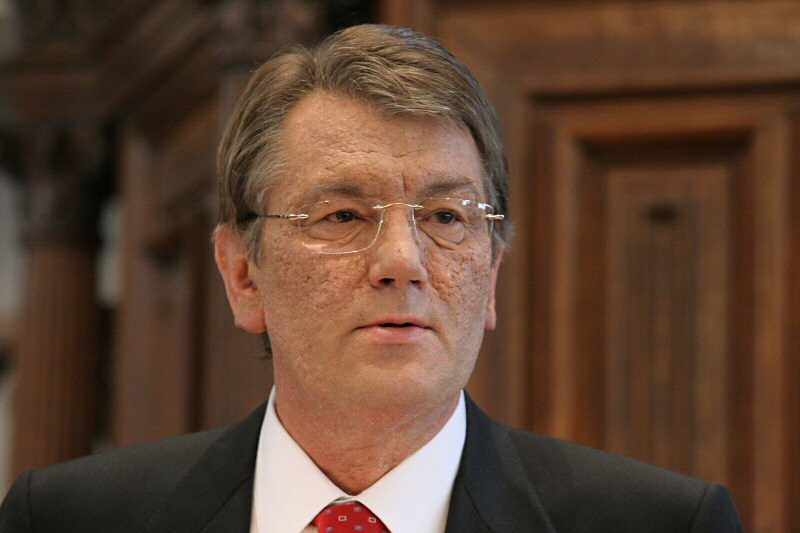
Juscsenko 2006-ban az Amszterdami Egyetemen, TDCC mérgezése után

Juscsenko 2004 szeptember elején súlyosan megbetegedett. A bécsi Rudolfinerhaus klinikára szállították kezelésre, ahol akut hasnyálmirigy-gyulladást diagnosztizáltak nála, amelyet interstitialis ödémás elváltozások kísértek, és amelyet egy súlyos vírusfertőzés és olyan vegyi anyagok okoztak, amelyek általában nem fordulnak elő az élelmiszerekben. Juscsenko azt állította, hogy a kormány ügynökei mérgezték meg. A betegség után az arca erősen eltorzult: sárgás, felpuffadt és pattanásos lett.
John Henry brit toxikológus, a londoni St Mary's Hospital professzora kijelentette, hogy Juscsenko arcának elváltozásait a dioxinmérgezésből eredő klorakne okozta. 
Bram Brouwer holland toxikológus szintén azt állította, hogy külsejének megváltozása a klorakne következménye, és Juscsenko vérében a normálisnál 6000-szer magasabb dioxinszintet talált.
December 11-én Dr. Michael Zimpfer a Rudolfinerhaus klinikáról kijelentette, hogy Juscsenko TCDD dioxint vett be, és a szervezetében a szokásosnál 1000-szer nagyobb koncentráció volt.
Sokan Juscsenko mérgezését egy magas rangú ukrán tisztviselők (köztük Volodimir Szacjuk) egy csoportjával tartott szeptember 5-i vacsorával hozták összefüggésbe.
2005 óta Juscsenkót egy Jean Saurat professzor által vezetett orvoscsoport kezelte a Genfi Egyetem kórházában. 
Juscsenko testnedveinek és szöveteinek elemzése hasznos információkkal szolgált a TCDD és metabolitjainak emberi toxikokinetikájáról.
Juscsenko maga gyanúsította Davyd Zsvaniát, egyik gyermekének keresztapját, hogy köze volt a dioxinmérgezéséhez.
2009 augusztusában a The Lancet című folyóiratban svájci és ukrán kutatók tudományos közleménye jelent meg a 2,3,7,8-tetraklór-dibenzodioxin (TCDD) megfigyeléséről, formájáról, eloszlásáról és eliminációjáról Juscsenko súlyos mérgezésével kapcsolatban. A 2004-es TCDD-szint Juscsenko vérszérumában 50 000-szer nagyobb volt, mint az általános népességben.
Ez az új tanulmány azt is megállapította, hogy a dioxin "olyan tiszta volt, hogy minden bizonnyal laboratóriumban készült".
2009. szeptember 27-én Juscsenko az 1+1 csatornán sugárzott interjúban azt mondta, hogy a nyomozás befejezéséhez elengedhetetlen annak a három férfinak a tanúvallomása, akik 2004-ben részt vettek azon a vacsorán, amelyen szerinte megmérgezték, és azt állította, hogy ezek a férfiak Oroszországban voltak. Az ukrán ügyészek szerint Oroszország megtagadta az egyik férfi, az ukrán biztonsági szolgálat volt helyettes vezetőjének, Volodimir Szatcsuknak a kiadatását, mert orosz és ukrán állampolgársággal is rendelkezik. 
2012-ben Szatcsuk visszatért Ukrajnába, és megpróbálta újraindítani politikai karrierjét, de nem járt sikerrel.

### Precedens nélküli harmadik forduló

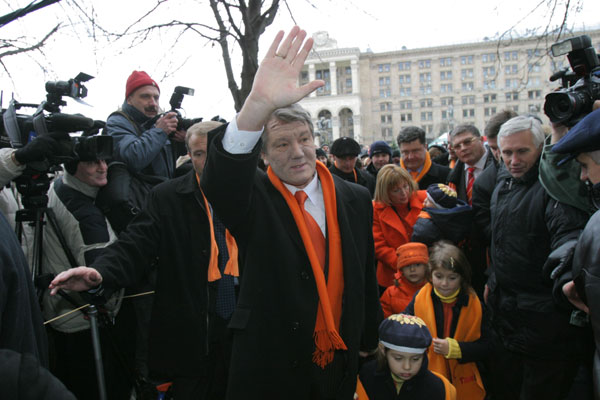
Viktor Juscsenko 2004 novemberben

Az első választásokat 2004. október 31-én tartották meg, ahol Juscsenko a szavazatok 39,87%-át, míg Janukovics 39,32%-át szerezte meg. Mivel egyik jelölt sem érte el az eredményességhez szükséges 50%-ot, ezért november 21-én második fordulót tartottak. A részvételi arány 75% volt, de a megfigyelők sok helyen szabálytalanságokat találtak, így volt, aki több szavazócédulával szavazott, és arra is volt példa hogy zárás után tettek be a többi közé még Janukovicsot támogató szavazatokat. Az exit poll eredmények szerint Juscsenko az ország nyugati és középső területein nyert.
A gyanított választási csalás és az exit poll-ok és a választás hivatalos végeredménye között mutatkozó nagy különbség Juscsenkót és támogatóit arra késztette, hogy a szavazatok újraszámolását kérjék. (Volt olyan cég, amelyik 11%-os Juscsenko-győzelmet prognosztizált, míg a hivatalos végeredmény szerint 3%-kal Janukovics nyert.)
A Kijev és más városok utcáin 30 napig tartó, narancsos forradalom néven híressé vált kemény tiltakozás után a választási eredményeket a legfelsőbb bíróság megsemmisítette, és december 26-án megismételtette a második fordulót. Juscsenko nagyarányú győzelmet, a szavazatoknak több mint 60%-át remélte, de végül 51,99%-kal győzött.

## Elnöki időszaka

### Beiktatása
2005. január 23-án került sor Viktor Juscsenko beiktatására. Az eseményen sok magas rangú külföldi politikus is rész vett, így:
- Arnold Rüütel, Észtország elnöke
- Adrienne Clarkson, Kanada főkormányzója
- Vaira Vīķe-Freiberga, Lettország elnöke
- Vladimir Voronin, Moldova elnöke
- Aleksander Kwaśniewski, Lengyelország elnöke
- Traian Băsescu, Románia elnöke
- Ivan Gašparovič, Szlovákia elnöke
- Mádl Ferenc, Magyarország elnöke
- Artur Rasizade, Azerbajdzsán miniszterelnöke
- Jan Peter Balkenende, Hollandia miniszterelnöke
- Jaap de Hoop Scheffer, a NATO főtitkára
- Nino Burdzsanadze, a grúz parlament házelnöke
- Artūras Paulauskas, a litván parlament házelnöke
- Colin Powell, az Amerikai Egyesült Államok külügyminisztere
- díszvendégként Václav Havel, Csehország volt elnöke.

### Elnöklése
Juscsenko elnökségének első száz napját 2005. május 1-jéig elbocsátások és kinevezések jellemezték. Julija Timosenkót a Verhovna Rada miniszterelnökké választotta. Olekszandr Zincsenkót államtitkári rangban az elnöki titkárság vezetőjévé nevezték ki. Petro Porosenkót, Timosenko legnagyobb ellenfelét a miniszterelnöki posztért, az elnök mellett működő Ukrán Nemzetbiztonsági és Védelmi Tanács (RNBOU) titkárává nevezte ki.
Juscsenko nagyon sokat utazott külföldre, úgyhogy az egész évre tervezett utazási keret április közepére elfogyott. Legemlékezetesebb útjai közé tartozik mikor meglátogatta Moszkvát, az Európai Parlamentet Strasbourgban és az Egyesült Államokat.
2005 augusztusában Miheil Szaakasvili grúz elnökkel együtt aláírták a Borzsomi megállapodást, amellyel létrehoztak egy nemzetközi szervezetet, a Demokrácia Választásáért Szervezetet, amely összefogja a Balti-, a Kaszpi- és a Fekete tenger partján fekvő demokratikus, illetve demokratizálódó országokat. A tagországok vezetőinek első találkozója 2005. január 2-án volt Kijevben.

### A narancsos forradalom többi résztvevőjének elbocsátása
2005. szeptember 8-án egy korrupciós botrány kapcsán Juscsenko menesztette Julija Timosenko kormányfőt.
Szeptember 9-én Jurij Jehanurov próbált meg kormányt alakítani. Szeptember 22-én a 450 fős parlament második körben 289 igen szavazattal beiktatta az új kormányt. A kormány az első szavazáskor a szükséges 226 helyett mindössze három szavazattal kapott kevesebbet a szükségesnél.
Szintén szeptemberben Leonyid Kravcsuk, Ukrajna első elnöke, megvádolta a száműzött orosz milliárdost, Borisz Berezovszkijt, hogy támogatta Juscsenko kampányát és beszerzett olyan dokumentumokat, amik pénzátutalásokat bizonyítanak. Berezovszkij cégeitől Juscsenko támogatóinak a cégeinek. Berezovszkij megerősítette, hogy találkozott Juscsenko képviselőivel Londonban, és hogy utaltak át cégei pénzeket, de sem nem erősítette meg, sem nem is cáfolta, hogy ezeket a cégeket használták volna Juscsenko kampányához. Politikai választásokkal kapcsolatban álló cégek külföldről való támogatása Ukrajnában bűncselekménynek számít.
2006 augusztusában egykori ellenfelét, Viktor Janukovicsot nevezte ki miniszterelnökké. Ezt sokan egy hirtelen irányváltásnak érezték, amivel Ukrajna ismét Oroszország felé fordul.

### A Verhovna Rada feloszlatása
2007. április 2-án kiadott egyesek által törvénytelennek tekintett rendeletével Juscsenko feloszlatta a parlamentet, s előrehozott választásokat írt ki. Sokan azért nem fogadják el döntését, mivel Ukrajna alkotmányának 90. §-ának egyik pontja sem teljesül, ami alapján a Verhovna Radát feloszlathatná. Juscsenko megpróbálja elbitorolni az alkotmánybíróság jogait. A törvényhozás maga tett panaszt a feloszlatását elrendelő határozatról. Ugyanekkor egymással szembenálló tüntetők léptek színre, s amikor Viktor Juscsenko a fegyveres erők bevetésével fenyegetőzött,  a válság tovább mélyült. A Verhovna Rada eközben tovább folytatja munkáját, s megtiltott mindenféle alap képzését az új választásokra.

## Családja és magánélete
Juscsenko nős, második felesége, Katerina Juscsenko-Csumacsenko az Egyesült Államokban született ukrán emigráns családban. Politikai ellenfelei közül sokan bírálják Juscsenkót amerikai származású felesége miatt, mert úgy érzik, hogy felesége révén túlzott amerikai befolyás érvényesül. Felesége 2005. március 31-én kapta meg az ukrán állampolgárságot.
Két házasságából öt gyermeke és két unokája van. Fiai: Andrij és Tarasz; lányai: Vitalina, Szofija és Hrisztina; unokája: Jarina és Viktor.
Beszéde során sok ukránhoz hasonlóan gyakran orosz szavakkal keveredve használja az ukrán nyelvet. Hobbijai közé a tradicionális ukrán kultúrához kapcsolódó tevékenységek tartoznak. Ukrán nemzeti ruhákat gyűjt, festészete kifinomult.
Gyakorló ukrán ortodox hívő. Juscsenko gyakran hangoztatja a vallásosság fontosságát saját életében és világszerte.

## Díjai
- 2005. május 24-én Munkács díszpolgárává választották.[17]
- A Magyar Érdemrend nagykeresztje a nyaklánccal és az arany sugaras csillaggal (2008)